# Serguéi Shubenkov
Serguéi Vladímirovich Shubenkov (en ruso: Сергей Владимирович Шубенков, Barnaúl, URSS, 4 de octubre de 1990) es un deportista ruso que compite en atletismo, especialista en las carreras de vallas.
Ganó cuatro medallas en el Campeonato Mundial de Atletismo entre los años 2013 y 2019, tres medallas en el Campeonato Europeo de Atletismo entre los años 2012 y 2018, y una medalla de oro en el Campeonato Europeo de Atletismo en Pista Cubierta de 2013.

## Palmarés internacional
| Campeonato Mundial                   | Campeonato Mundial    | Campeonato Mundial | Campeonato Mundial |
| Año                                  | Lugar                 | Medalla            | Prueba             |
| ------------------------------------ | --------------------- | ------------------ | ------------------ |
| 2013                                 | Moscú (Rusia)         | Medalla de bronce  | 110 m vallas       |
| 2015                                 | Pekín (China)         | Medalla de oro     | 110 m vallas       |
| 2017                                 | Londres (Reino Unido) | Medalla de plata   | 110 m vallas       |
| 2019                                 | Doha (Catar)          | Medalla de plata   | 110 m vallas       |
| Campeonato Europeo                   |                       |                    |                    |
| Año                                  | Lugar                 | Medalla            | Prueba             |
| 2012                                 | Helsinki (Finlandia)  | Medalla de oro     | 110 m vallas       |
| 2014                                 | Zúrich (Suiza)        | Medalla de oro     | 110 m vallas       |
| 2018                                 | Berlín (Alemania)     | Medalla de plata   | 110 m vallas       |
| Campeonato Europeo en Pista Cubierta |                       |                    |                    |
| Año                                  | Lugar                 | Medalla            | Prueba             |
| 2013                                 | Gotemburgo (Suecia)   | Medalla de oro     | 60 m vallas        |